# Kleine Wollige Zwergbeutelratte
Die Kleine Wollige Zwergbeutelratte (Marmosa phaea) ist eine Beuteltierart, die im Departamento de Nariño im südwestlichen Kolumbien, im westlichen Ecuador und möglicherweise auch in der Region Tumbes im Nordwesten Perus an den westlichen Abhängen der Anden vorkommt.

## Beschreibung
Die Tiere erreichen eine Kopfrumpflänge von 12,1 bis 17 cm, und haben einen 15,3 bis 23,6 cm langen Schwanz. Der Schwanz ist damit im Schnitt etwa 30 % länger als Kopf und Rumpf zusammen. Das einzige bisher gewogene Exemplar hatte ein Gewicht von 63 g. Das Rückenfell und das Fell der Körperseiten ist braun. Das Fell der Bauchseite ist gelbbraun bis hell orange. Rund um die schwarzen Augen finden sich unauffällige schmale Augenringe. Kinn und Wangen sind gelbbraun. Die Ohren sind braun. Die körpernahen 2 cm des Schwanzes sind behaart. Der Rest ist unbehaart und braun gefärbt. Die Schwanzspitze ist oft weiß. Weibchen haben keinen Beutel. Die Anzahl der Zitzen liegt bei neun, je vier an jeder Seite und eine mittige. Der Karyotyp ist unbekannt.

## Lebensraum und Lebensweise
Die Kleine Wollige Zwergbeutelratte lebt in feuchten, immergrünen Wäldern in der Ebene und in Bergwäldern bis in Höhen von 1500 Metern. Über ihre Verhaltensweisen, ihre Ernährung, ihre Aktivitätsmuster und ihre Fortpflanzung ist bisher kaum etwas bekannt. Wie andere Zwergbeutelratten wird sie sich von Insekten und Früchten ernähren.

## Status
Der Bestand der Kleinen Wolligen Zwergbeutelratte wird von der IUCN als gefährdet (Vulnerable) eingeordnet. Ihr Lebensraum ist durch Ackerflächen und menschliche Siedlungen stark fragmentiert und es wird angenommen, dass der Bestand der Tiere pro Jahrzehnt um mehr als 30 % zurückgeht.

## Belege
1. 1 2 3 4  Diego Astúa: Family Didelphidae (Opossums). in Don E. Wilson, Russell A. Mittermeier: Handbook of the Mammals of the World – Volume 5. Monotremes and Marsupials. Lynx Editions, 2015, ISBN 978-84-96553-99-6. Seite 144.
2. ↑  Marmosa phaea in der Roten Liste gefährdeter Arten der IUCN 2015. Eingestellt von: Solari, S. & Patterson, B., 2014. Abgerufen am 23. Februar 2019.